# Daphnia atkinsoni
Daphnia (Ctenodaphnia) atkinsoni Baird, 1859 – gatunek wioślarki z rodzaju Daphnia i podrodzaju Ctenodaphnia, należący do rodziny Daphniidae.

## Opis
Daphnia (Ctenodaphnia) atkinsoni (brak nazwy polskiej). Skorupka z ubarwieniem szarym o czerwonawym i żółtawym odcieniu. Męskie osobniki sięgają rozmiarów 1,0-1,7 mm, natomiast żeńskie 2,3-4,1 mm.
Występuje w zbiornikach astatycznych, stawach, drobnych, nieraz silnie zanieczyszczonych zbiornikach wodnych i w wodach słonawych.